# Toyota Ractis
Toyota Ractis (яп. Japanese: トヨタ・ラクティス, Toyota Rakutisu) — мінівен, що випускається японським автовиробником Toyota. Це п’ятимісний міні-компактвен на базі Vitz, який був представлений у жовтні 2005 року як наступник Yaris Verso/FunCargo. Назва "Ractis" походить від "бігати", "активність" і "простір".

Ractis першого покоління спочатку продавався лише в Японії та був доступний у дилерських центрах Toyopet Store. Незначна зміна була випущена 20 грудня 2007 року з новими фарами та задніми ліхтарями. Продажі в Гонконзі почалися з жовтня 2009 року.

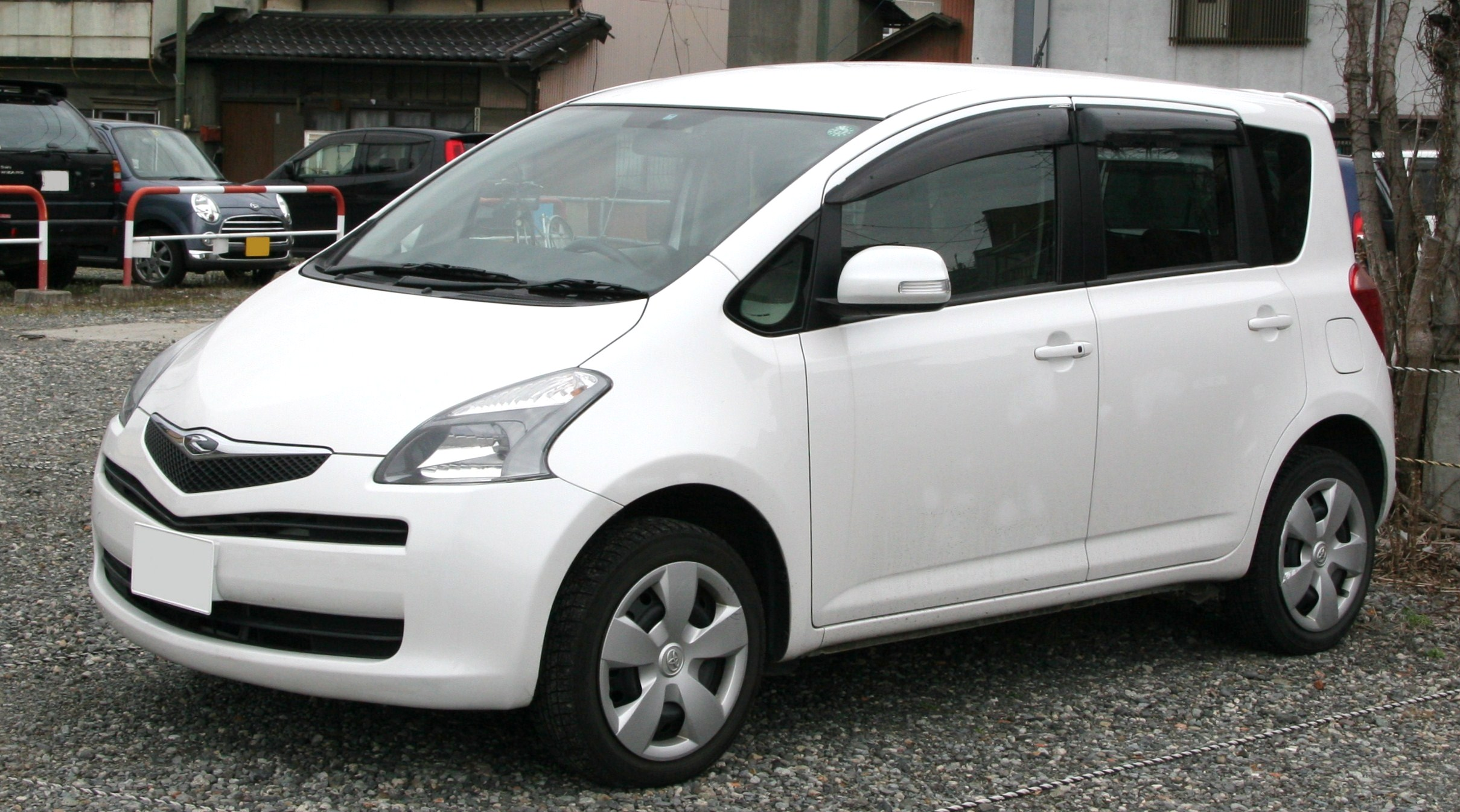
2005–2007 Toyota Ractis (Японія)
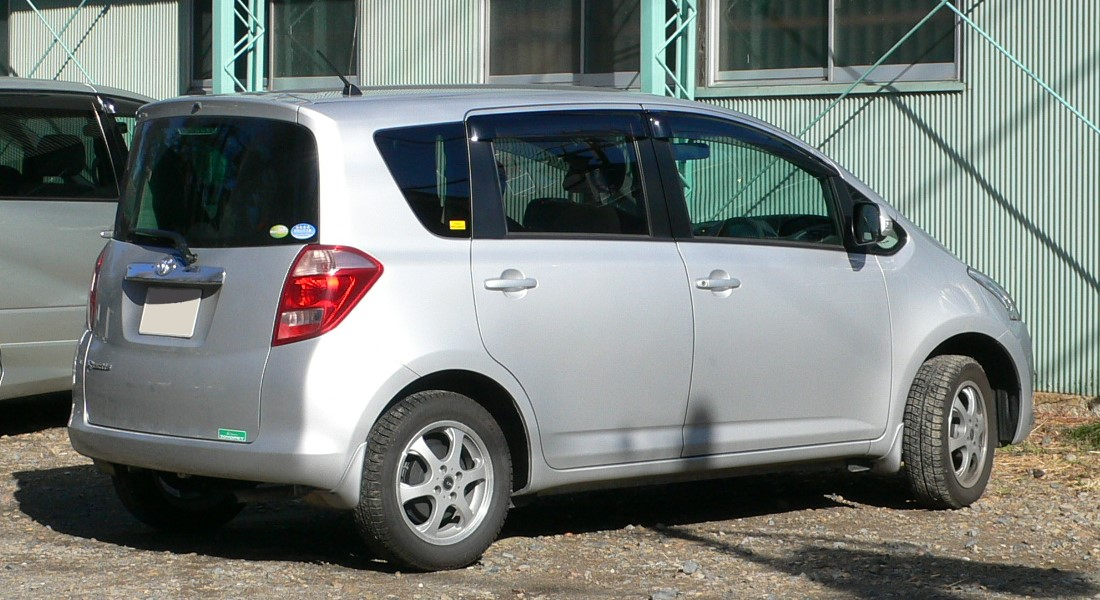
2005–2007 Toyota Ractis (Японія)
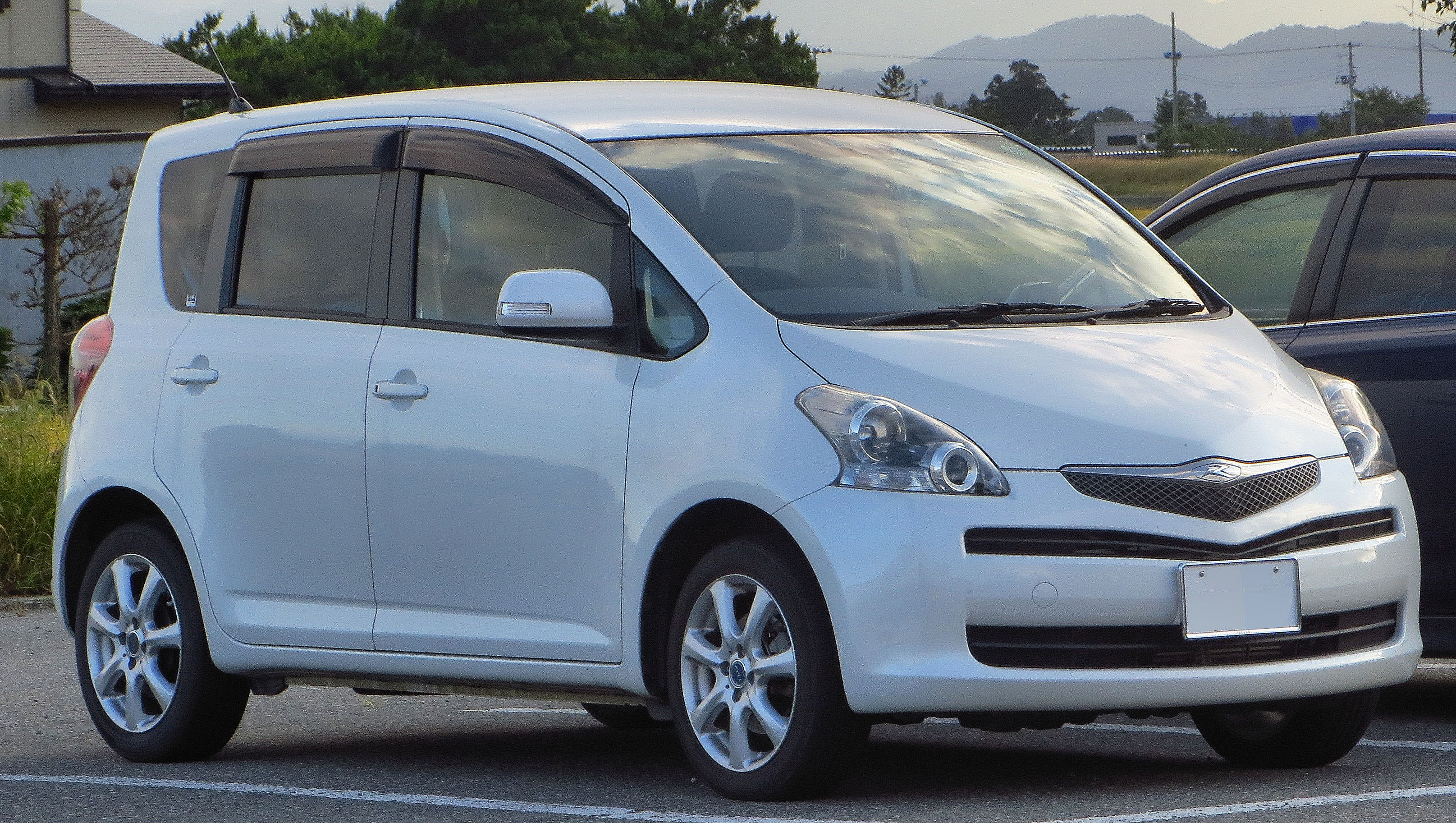
2007–2010 Toyota Ractis 1.3 X Package (Японія)
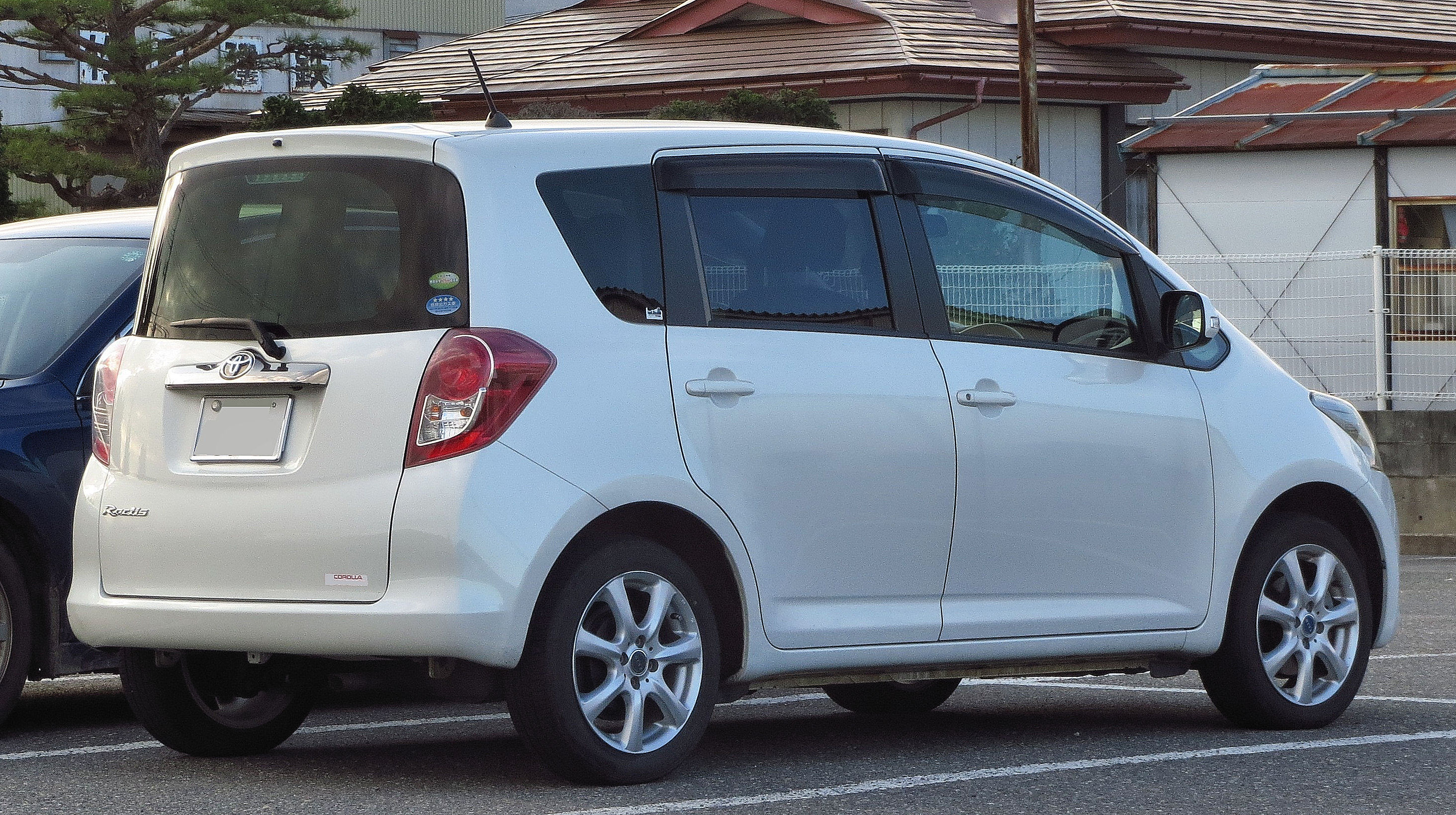
2007–2010 Toyota Ractis 1.3 X Package (Японія)

Друге покоління Ractis було представлено на Паризькому автосалоні 2010 року під назвою Toyota Verso-S (яп. Japanese: トヨタ・ヴァーソ・S, Toyota Vuāso S). Ractis виробляється на заводі в Івате компанією Kanto Auto Works. Він доступний у версії 1.3 л і 1,5 Двигуни L класів G, X і S в Японії. Поява Verso-S ознаменувала повернення Toyota в європейський сегмент B-MPV.

Коли він вийшов на ринок, Verso-S мав найкоротшу габаритну довжину серед усіх мінівенів у Європі. Verso-S доступний з двома двигунами на вибір: 1,3-літровим бензиновим агрегатом або 1,4-літровим турбодизелем D-4D, обидва в поєднанні з шестисхідчастою механічною коробкою передач.

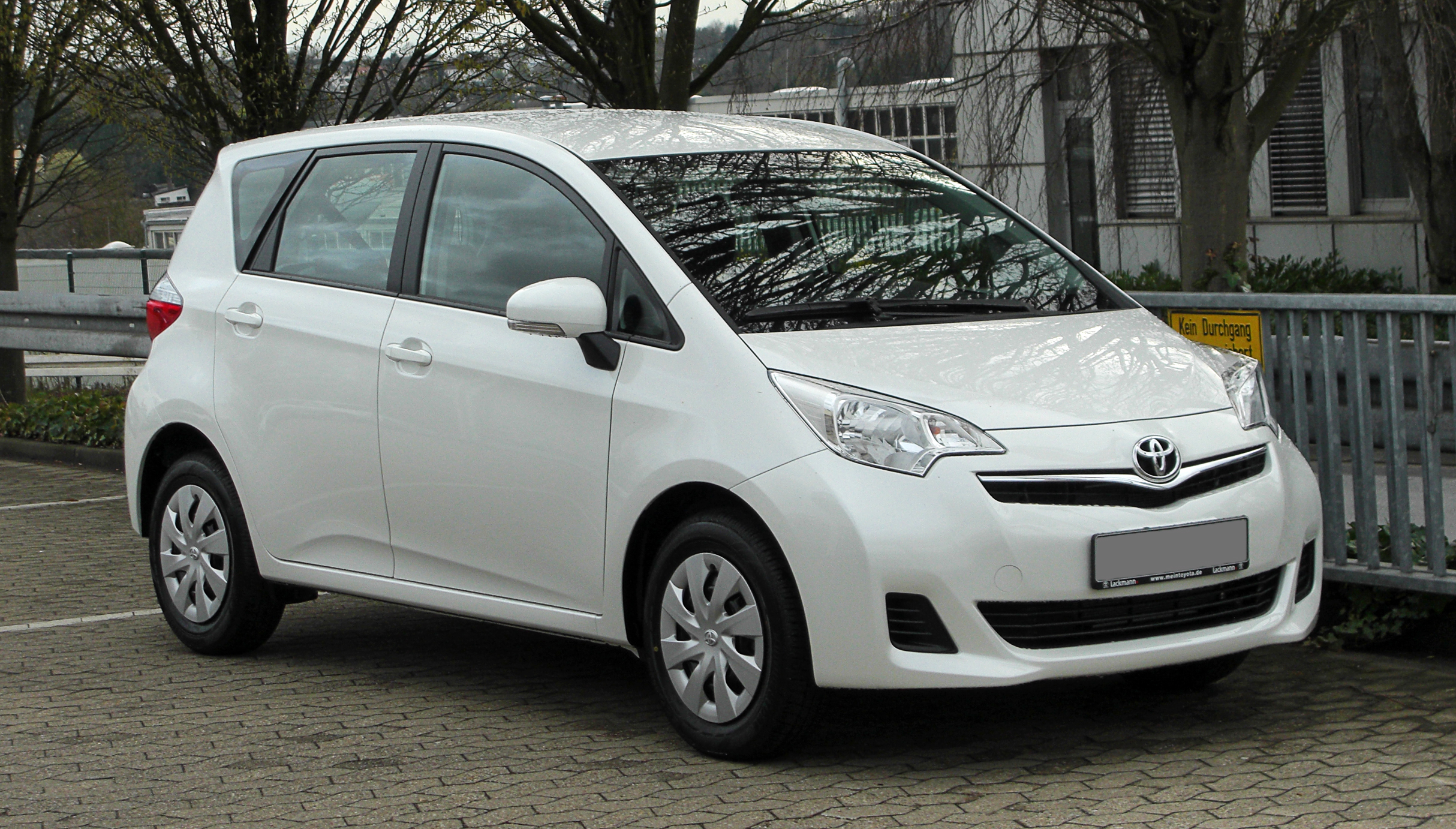
Toyota Verso-S 1.3 Life (попередній фейсліфтинг, Німеччина)
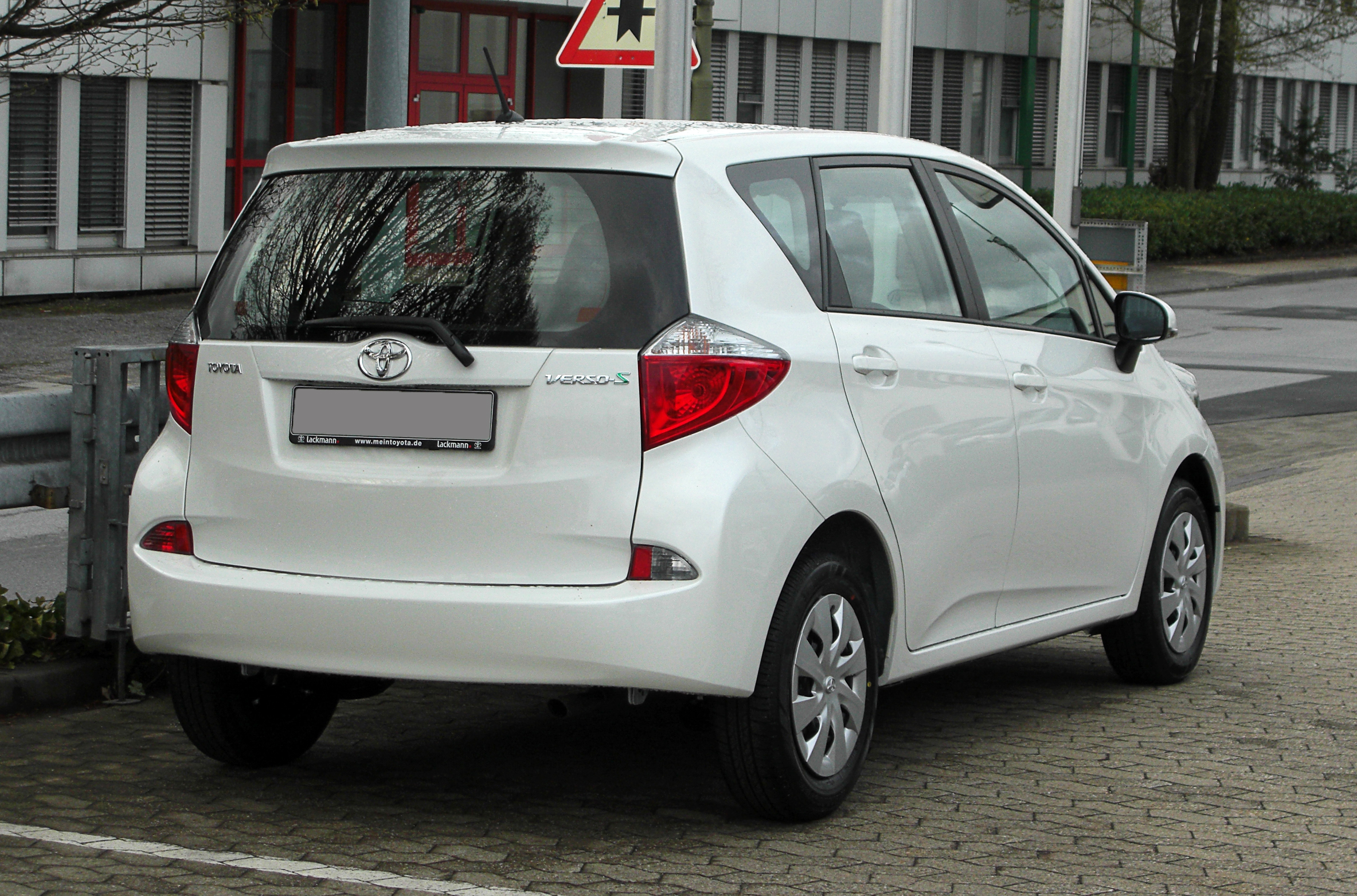
Toyota Verso-S 1.3 Life (попередній фейсліфтинг, Німеччина)
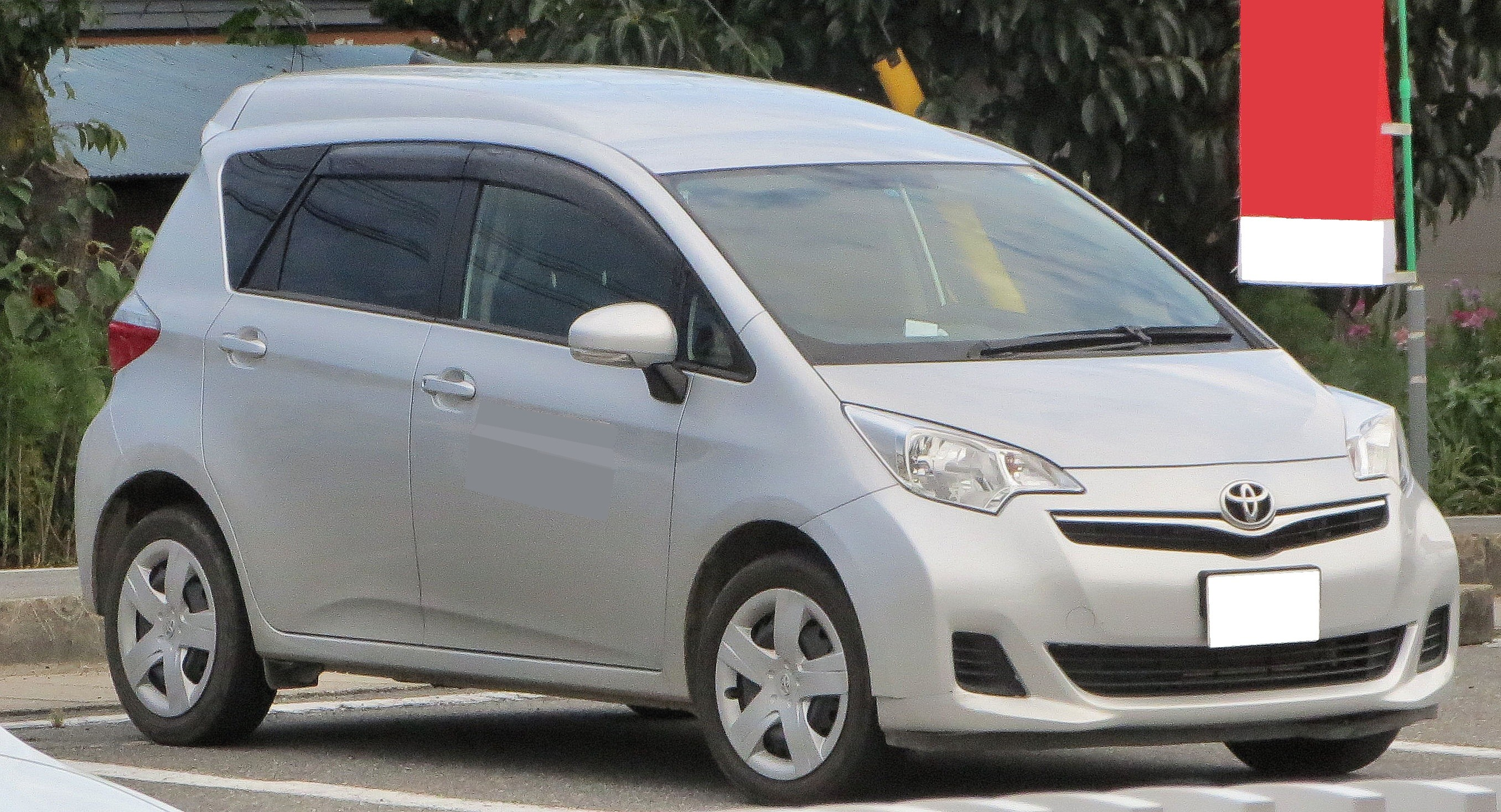
Toyota Ractis Welcab Type II (попередній фейсліфтинг, Японія)
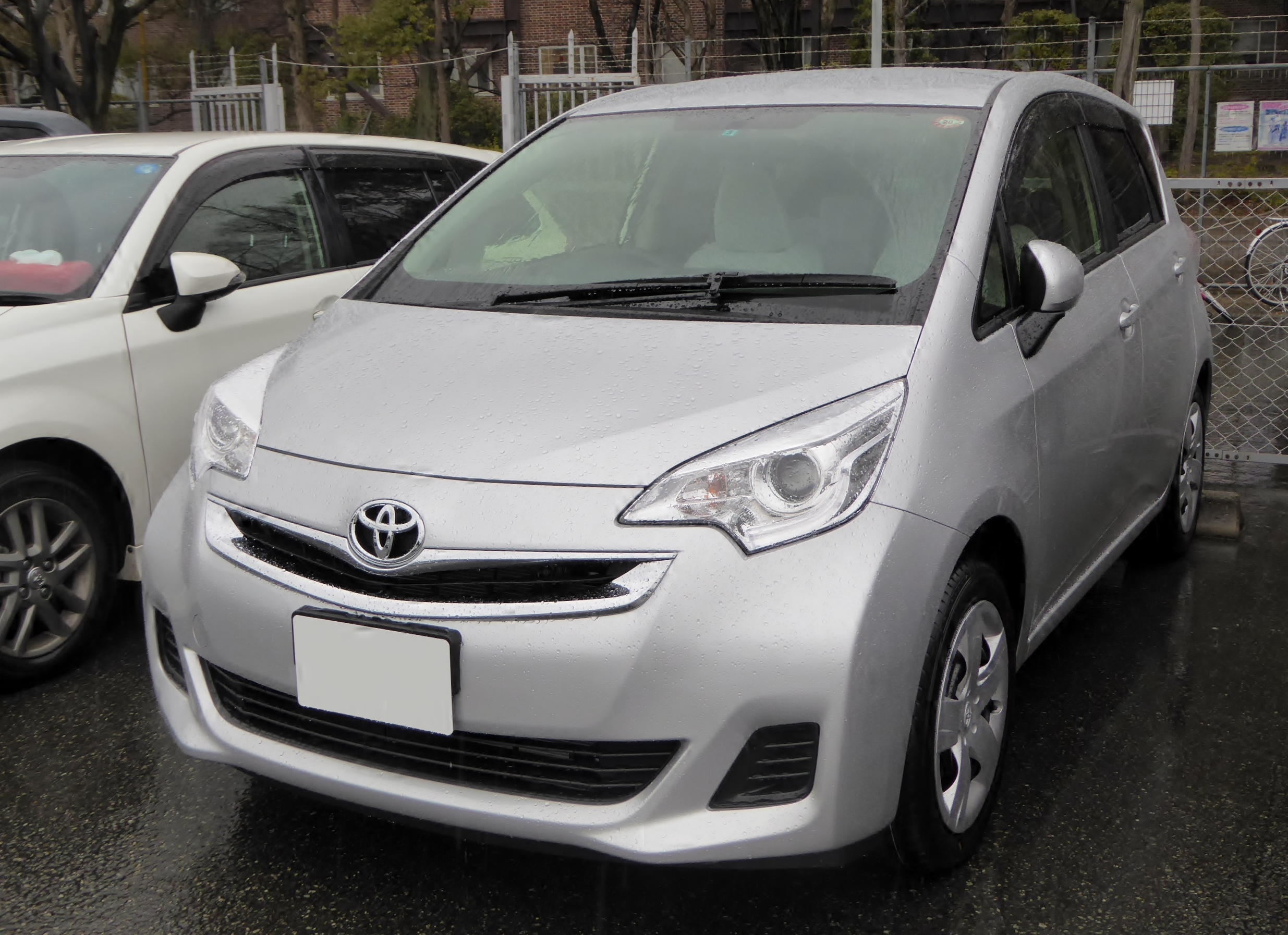
Toyota Ractis G (фейсліфтинг, Японія)
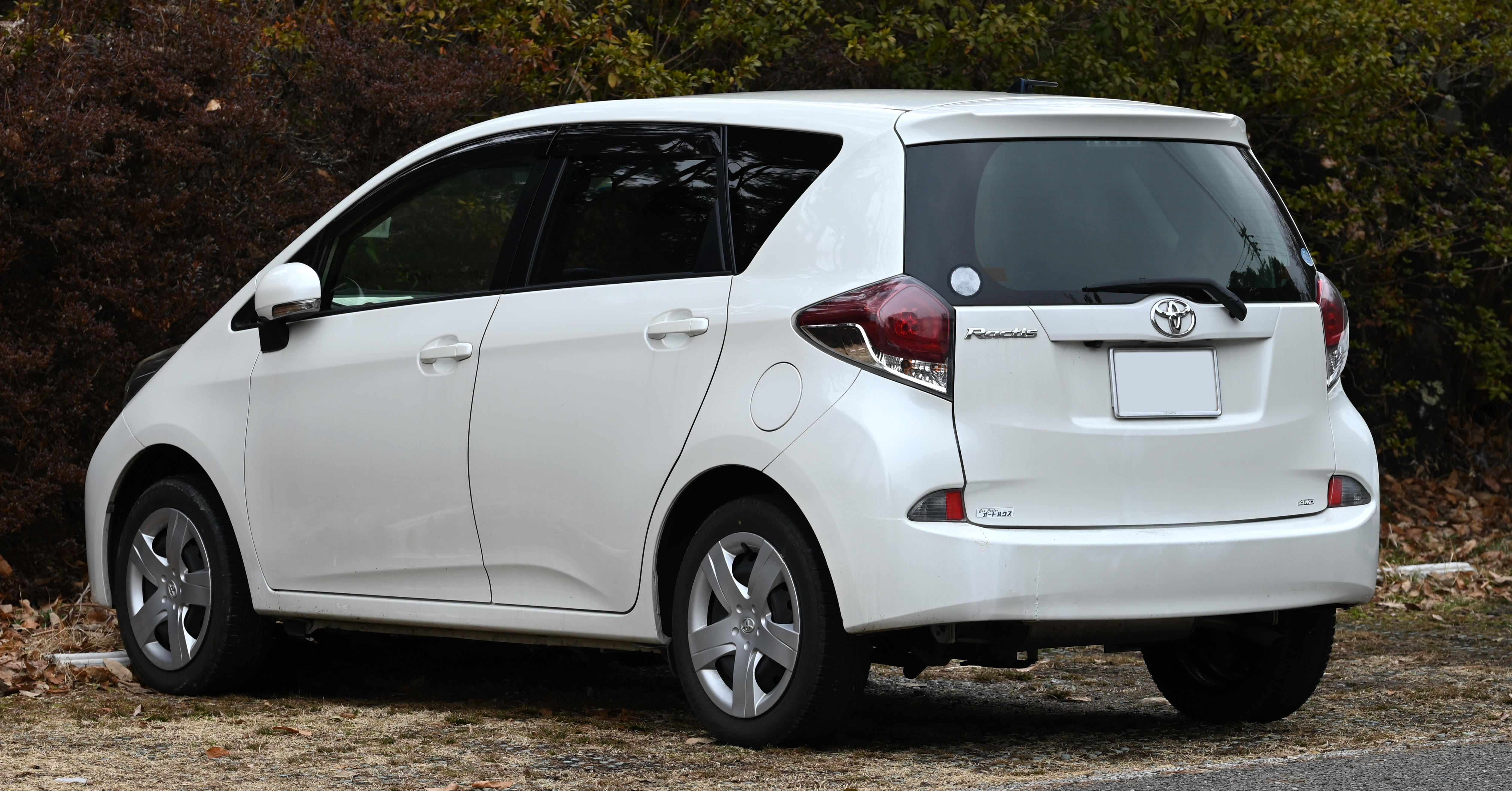
Toyota Ractis G (фейсліфтинг, Японія)
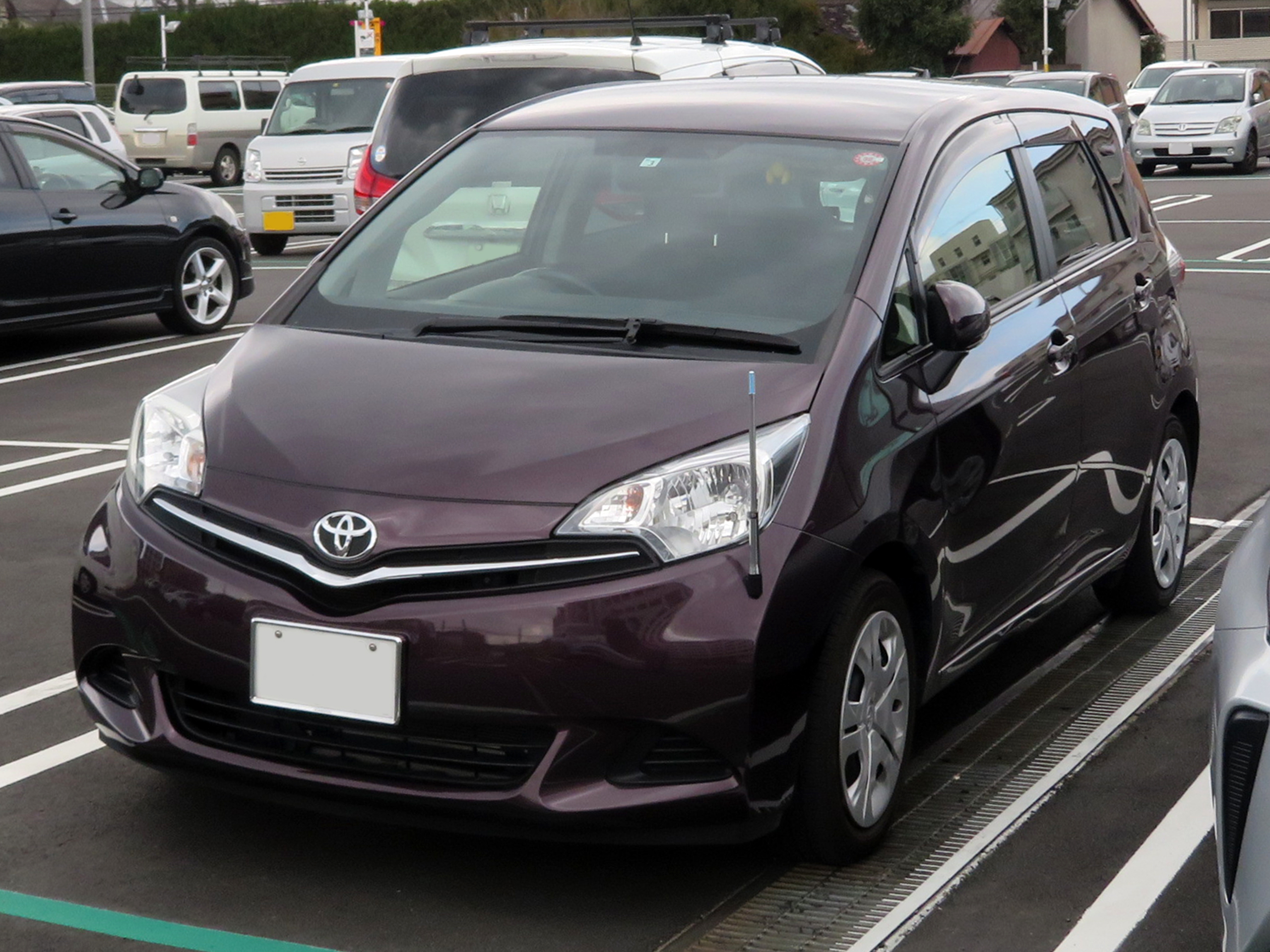
Toyota Ractis Lepice (Японія)
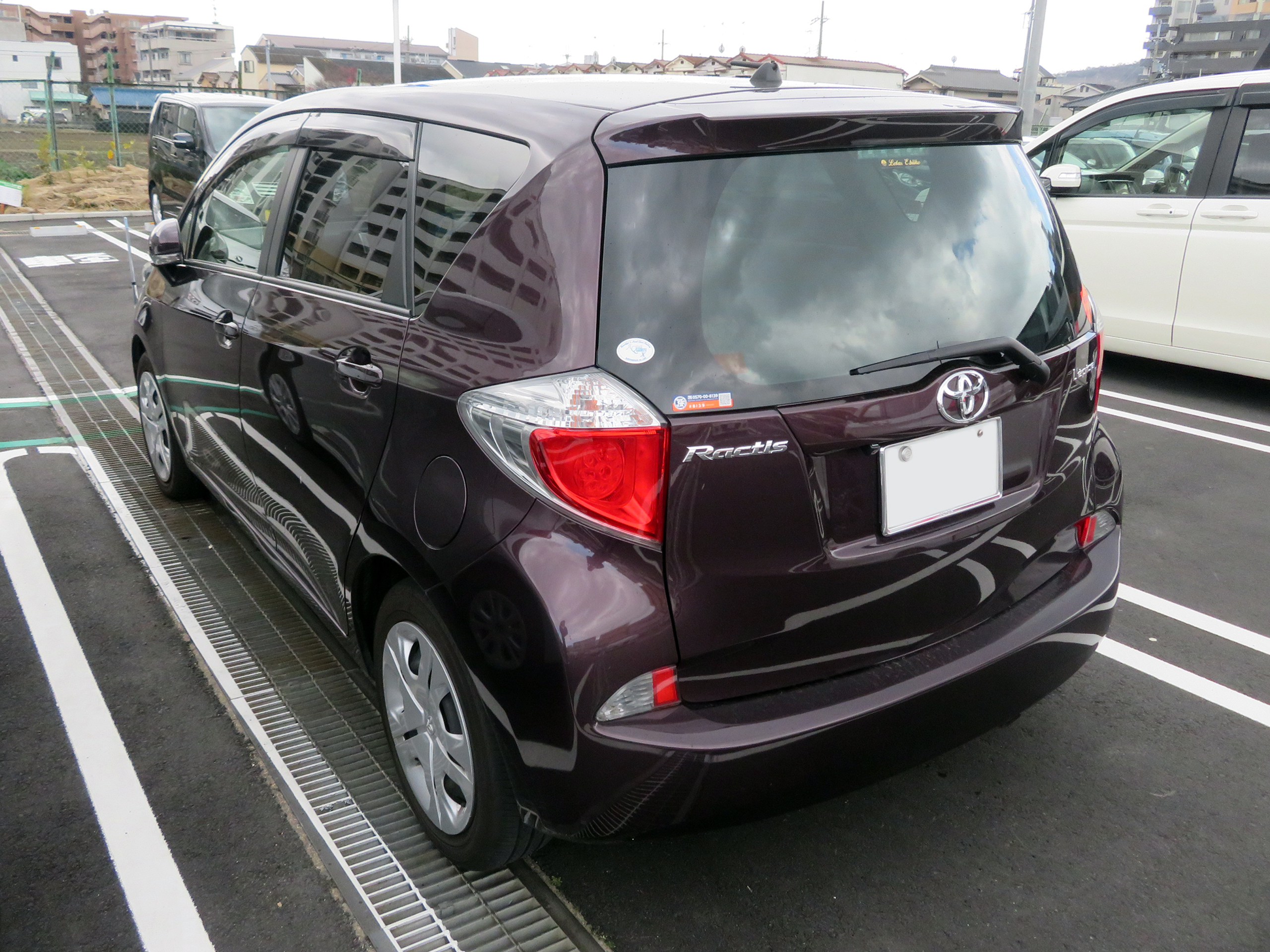
Toyota Ractis Lepice (Японія)
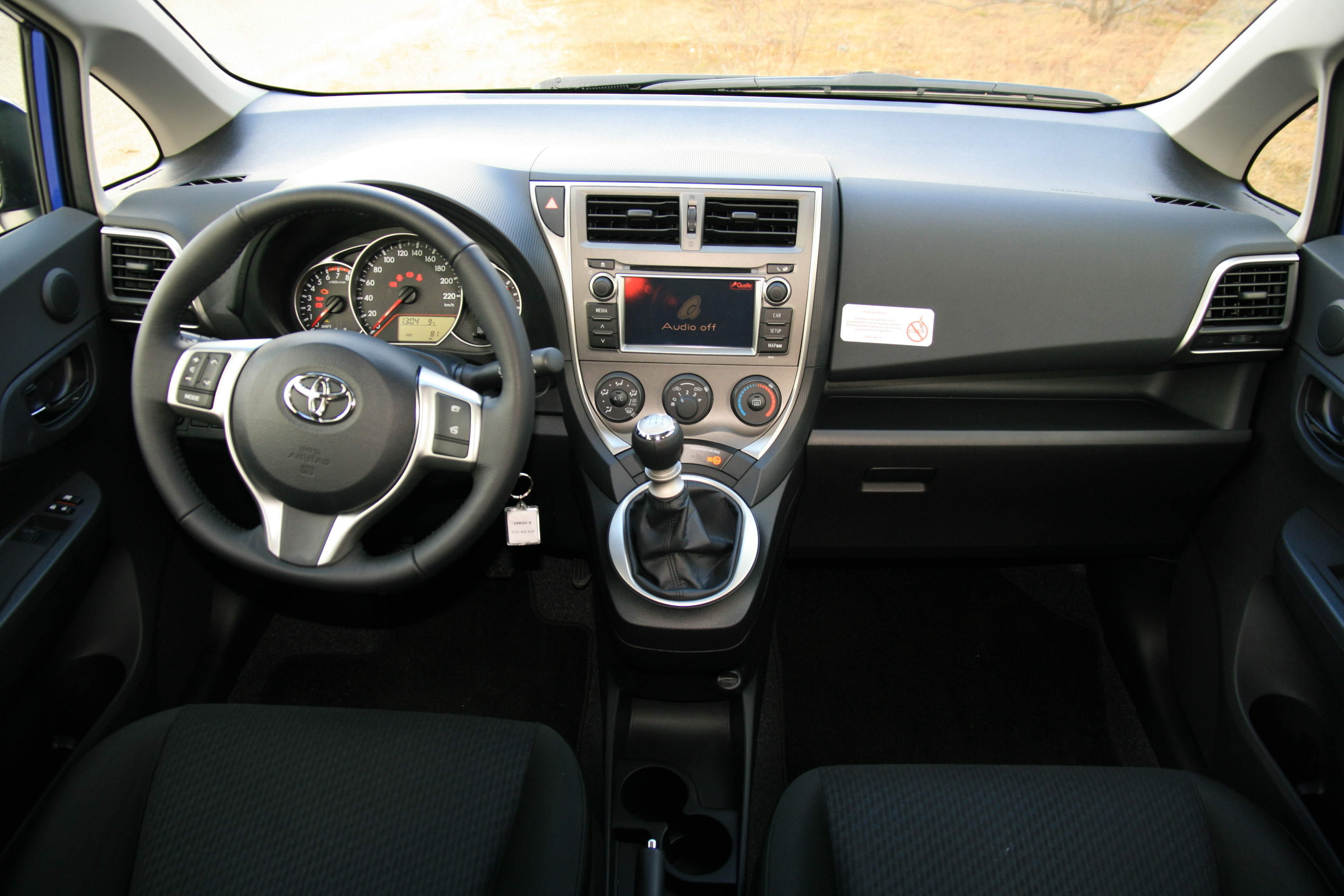
Toyota Verso-S інтер‘єр

П'ятимісний варіант оновленого XP170 Sienta, Funbase, який був випущений 11 вересня 2018 року, також розглядається як наступник Ractis.

## Subaru Trezia
29 листопада 2010 року Subaru анонсувала оновлену OEM версію Ractis для японського ринку. Відома як Subaru Trezia (яп. Japanese: スバル・トレジア, Subaru Torejia), модель з емблемою отримала унікальні бампери, решітку радіатора, капот, передні крила, фари, задню панель і лінзи задніх ліхтарів. Назва «Trezia» походить від англійського слова «скарб».

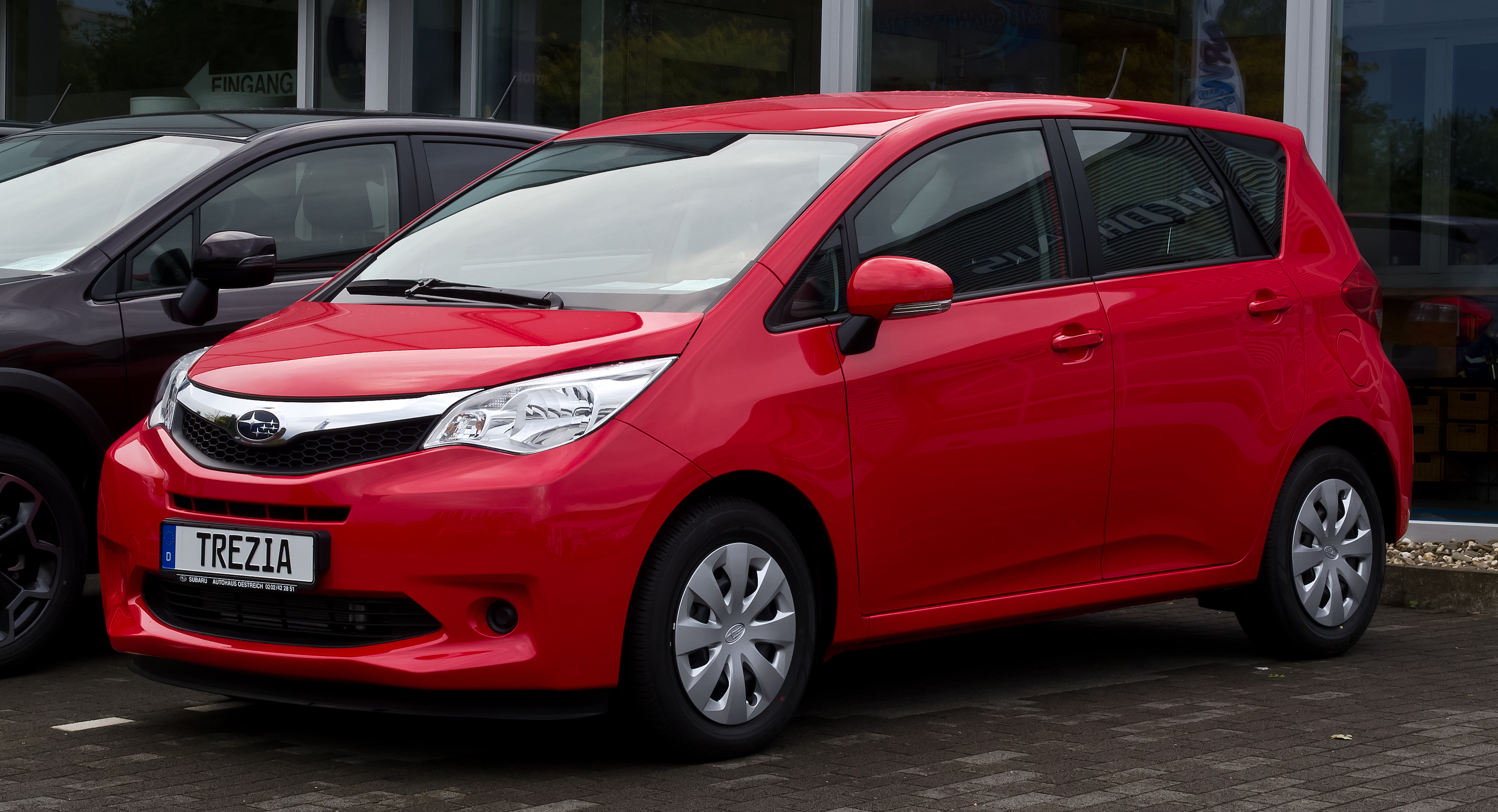
Subaru Trezia 1.4D Active (Німеччина)
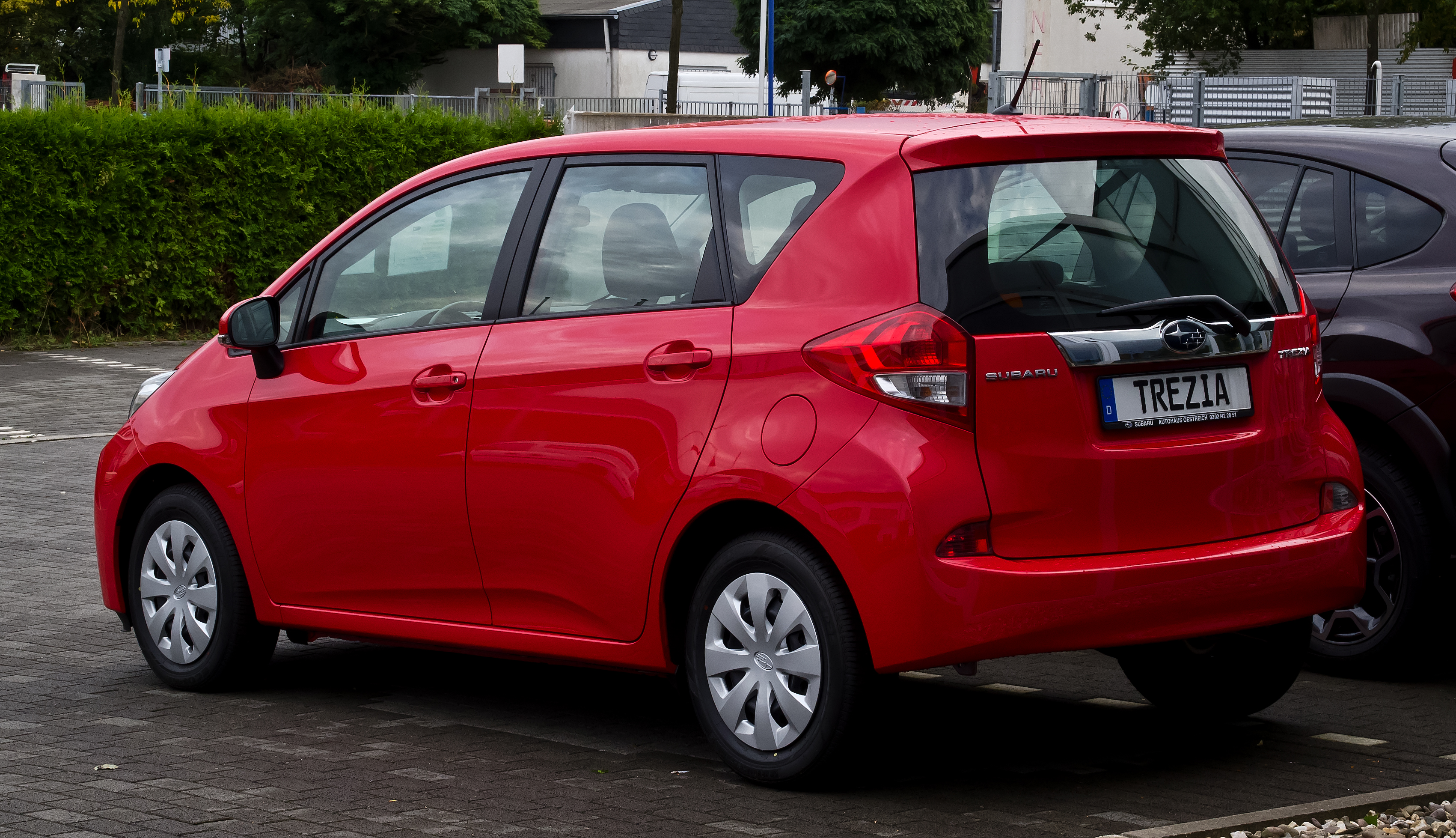
Subaru Trezia 1.4D Active (Німеччина)